# Utricularia kimberleyensis
Utricularia kimberleyensis este o specie de plante carnivore din genul Utricularia, familia Lentibulariaceae, ordinul Lamiales, descrisă de Charles Austin Gardner. Conform Catalogue of Life specia Utricularia kimberleyensis nu are subspecii cunoscute.